# Karl Weinreich
Karl Weinreich (* 2. Dezember 1886 in Nieder-Werbe; † 10. März 1959 ebenda) war ein deutscher Landwirt und Politiker (Wirtschaftliche Vereinigung).
Weinreich war der Sohn des Karl Weinreich (1856–1951) und dessen Ehefrau Maria, geborene Siebel (1859–1900). Er heiratete am 15. Juni 1929 in Sachsenhausen Marie Neuhaus (1900–1969). Weinreich war Landwirt in Nieder-Werbe.
1922 bis 1925 war er für die Wirtschaftliche Vereinigung Abgeordneter in der Waldecker Landesvertretung.